# Amphoroidea
Amphoroidea es un género de isópodos perteneciente a la familia Sphaeromatidae.

## Especies
Este género contienen las siguientes especies:
- Amphoroidea angustata Baker, 1908
- Amphoroidea australiensis Dana, 1853
- Amphoroidea elegans Baker, 1911
- Amphoroidea falcifer G. Thomson, 1879
- Amphoroidea longipes Hurley & Jansen, 1977
- Amphoroidea media Hurley & Jansen, 1971
- Amphoroidea typa H. Milne-Edwards, 1840